# Płócznik (dopływ Szklarki)
Płócznik (niem. Gross Seifenfloss) – potok w Sudetach Zachodnich, w zachodniej części Karkonoszy. Lewy dopływ Szklarki.
Według Słownika geografii turystycznej Sudetów Płócznik jest dopływem Szklarki, natomiast na mapie Wydawnictwa "Plan" (Mapa turystyczna Karkonosze polskie i czeskie) jest on dopływem Szrenickiego Potoku.

## Opis
Płócznik ma źródła na północnych zboczach Łabskiego Szczytu na wysokości 1000–1070 m n.p.m. Powstaje z połączenia kilku drobnych, bezimiennych potoczków. Płynie na północ. Uchodzi do Szklarki na wysokości 589 m n.p.m. powyżej Szklarskiej Poręby.

## Zlewnia
Płócznik wraz z niewielkimi dopływami odwadnia północne stoki Karkonoszy poniżej Łabskiego Szczyt.

## Budowa geologiczna
Płynie po granicie i jego zwietrzelinie.

## Roślinność
Cały obszar zlewni Płócznika porośnięty jest górnoreglowymi lasami świerkowymi.

## Zagospodarowanie turystyczne
W górnym biegu Płócznik przecina  czarny szlak turystyczny z Jagniątkowa do Schroniska PTTK „Pod Łabskim Szczytem”.